# Machilus daozhenensis
Machilus daozhenensis là loài thực vật có hoa trong họ Nguyệt quế. Loài này được Y.K. Li miêu tả khoa học đầu tiên năm 1984.